# Edward Evan Evans-Pritchard
Edward Evan Evans-Pritchard (Crowborough, 21 september 1902 - Oxford, 11 september 1973) was een Britse antropoloog die veel invloed had op de ontwikkeling van de culturele antropologie in het Verenigd Koninkrijk. Van 1946 tot 1970 was hij professor sociale antropologie aan de universiteit van Oxford. Evans-Pritchard werd beïnvloed door Bronisław Malinowski en Charles Seligman en heeft veel veldwerk verricht onder de Azande en de Nuer, beide in Zuid-Soedan levende volksgroepen.
In zijn tijd was hij vernieuwend door te zeggen dat de antropologie bij de geesteswetenschap hoorde in plaats van de natuurwetenschap.
Zijn jongste zoon is de journalist Ambrose Evans-Pritchard.

## Bekende werken
- 1937 - Witchcraft, Oracles and Magic Among the Azande Oxford University Press. 1976 abridged edition: ISBN 0-19-874029-8
- 1940a - The Nuer: A Description of the Modes of Livelihood and Political Institutions of a Nilotic People Oxford: Clarendon Press.
- 1940b - The Nuer of the Southern Sudan in African Political Systems. M. Fortes and E.E. Evans-Prtitchard, eds., London: Oxford University Press., p. 272-296.
- 1949 -The Sanusi of Cyrenaica  Oxford University Press (herdruk 1963)
- 1951a - Kinship and Marriage Among the Nuer Oxford: Clarendon Press.
- 1951b - Kinship and Local Community among the Nuer in African Systems of Kinship and Marriage. A.R. Radcliffe-Brown and D.Forde, eds., London: Oxford University Press. p. 360-391.
- 1956 - Nuer Religion Oxford: Clarendon Press.
- 1962 - Social Anthropology and Other Essays New York: The Free Press. BBC Third Programme Lectures, 1950.
- 1965 - Theories of Primitive Religion Oxford University Press. ISBN 0-19-823131-8